# メルビン・スチュワート
メルビン・スチュワート（Melvin ("Mel") Stewart、1968年11月16日 - ）は、アメリカ合衆国ノースカロライナ州ガストニア出身の元競泳選手。1990年代を代表するバタフライの選手で、1992年バルセロナオリンピックにおいて金メダル2個、銅メダル1個を獲得した選手である。

## 経歴
スチュワートは、1988年ソウルオリンピックに200mバタフライのアメリカ代表として出場するも5位という結果に終わっている。1991年のオーストラリアパースで行われた世界選手権において、西ドイツのミヒャエル・グロスが持っていた世界記録1分56秒24を5年ぶりに破り1分55秒69の世界新記録をマーク。翌年のバルセロナオリンピックでも1分56秒26のオリンピック新記録で金メダルを獲得。さらに400mメドレーリレーでもアメリカの代表として金メダル。800m自由形リレーでも銅メダルを獲得した。